# Codici aeroportuali IATA - I

## I
- IAA Aeroporto civile, Igarka, Russia
- IAB Aeroporto McConnell Air Force Base, Wichita/Mc Connell, Stati Uniti d'America
- IAD Aeroporto Internazionale di Washington-Dulles, Washington/Chantilly, Stati Uniti d'America
- IAG Aeroporto Niagara Falls International, Niagara Falls, Stati Uniti d'America
- IAH Aeroporto Intercontinentale di Houston-George Bush, Aldine/Humble/Houston, Stati Uniti d'America
- IAM Aeroporto In Amenas, Zerzaltine/Zarzaitine, Algeria (sito informativo)
- IAN Aeroporto civile, Kiana, Stati Uniti d'America
- IAQ Aeroporto civile, Bahregan, Iran
- IAR Aeroporto civile, Jaroslavl', Russia
- IAS Aeroporto di Iași, Romania
- IAU Aeroporto civile, Iaura, Papua Nuova Guinea
- IBA Aeroporto New Ibadan, Ibadan, Nigeria
- IBE Aeroporto civile, Ibagué, Colombia
- IBI Aeroporto civile, Iboki, Papua Nuova Guinea
- IBO Aeroporto civile, Ibo, Mozambico
- IBP Aeroporto civile, Iberia, Perù
- IBZ Aeroporto di Ibiza, Ibiza, Spagna
- ICA Aeroporto civile, Icabaru, Venezuela
- ICI Aeroporto civile, Cicia, Figi
- ICK Aeroporto civile, Nieuw Nickerie, Suriname
- ICL Aeroporto civile, Clarinda, Stati Uniti d'America
- ICN Aeroporto Internazionale di Seul-Incheon, Incheon, Corea del Sud
- ICO Aeroporto civile, Sicogon Island, Filippine
- ICR Aeroporto civile, Nicaro, Cuba
- ICT Aeroporto Mid-Continent, Wichita, Stati Uniti d'America
- ICY Aeroporto civile, Icy Bay, Stati Uniti d'America
- IDA Aeroporto civile, Idaho Falls, Stati Uniti d'America
- IDB Aeroporto civile, Idre, Svezia
- IDF Aeroporto civile, Idiofa, Repubblica Democratica del Congo
- IDG Aeroporto civile, Ida Grove Municipal, Stati Uniti d'America
- IDI Aeroporto civile, Indiana/Stewart Field, Stati Uniti d'America
- IDK Aeroporto civile, Indulkana, Australia
- IDN Aeroporto civile, Indagen, Papua Nuova Guinea
- IDO Aeroporto civile, Christalandia - Santa Isabel Do Morro, Brasile
- IDR Aeroporto civile, Indore, India
- IDY Aeroporto Le Grand Phare, L'Île-d'Yeu, Francia
- IEG Aeroporto Babimost, Zielona Góra, Polonia
- IEJ Auxiliary US Air Force Base Iejima, Iejima, Giappone
- IEV Aeroporto Zhulyany, Kiev, Ucraina
- IFA Aeroporto civile, Iowa Falls, Stati Uniti d'America
- IFF Aeroporto civile, Iffley, Australia
- IFJ Aeroporto civile, Ísafjörður, Islanda
- IFL Aeroporto civile, Innisfail, Australia
- IFL (?) Aeroporto Internazionale di Bullhead City, Bullhead City, Stati Uniti d'America
- IFN Aeroporto Internazionale di Esfahan, Esfahan, Iran
- IFO Aeroporto civile, Ivano-Frankivs'k, Ucraina
- IFP Aeroporto civile, Bullhead City/Laughlin, Stati Uniti d'America
- IGA Aeroporto civile, Inagua, Bahamas
- IGB Aeroporto civile, Ingeniero Jacobacci, Argentina
- IGE Aeroporto civile, Iguela, Gabon
- IGG Aeroporto civile, Igiugig, Stati Uniti d'America
- IGH Aeroporto civile, Ingham, Australia
- IGI Aeroporto civile, Nuova Delhi, India
- IGL Aeroporto civile, Smirne Cigli, Turchia
- IGM Aeroporto Mohave County, Kingman, Stati Uniti d'America
- IGN Aeroporto civile, Iligan Cristina, Filippine
- IGO Aeroporto civile, Chigorodó, Colombia
- IGR Aeroporto Internazionale Cataratas del Iguazu, Iguazu (Michigan), Argentina
- IGU Aeroporto civile, Iguassu Falls/Iguacu Falls-Cataratas (PR), Brasile
- IHA Aeroporto civile, Niihama, Giappone
- IHN Aeroporto civile, Qishn, Yemen
- IHN Aeroporto civile, Qishan, Yemen
- IHO Aeroporto civile, Ihosy, Madagascar
- IHU Aeroporto civile, Ihu, Papua Nuova Guinea
- IIA Aeroporto civile, Inishmaan, Eire
- IIN Aeroporto civile, Nishinoomote, Giappone
- IIS Aeroporto civile, Nissan Island, Papua Nuova Guinea
- IJK Aeroporto civile, Iževsk, Russia
- IJU Aeroporto civile, Ijui J Filho, Brasile
- IJX Aeroporto civile, Jacksonville, Stati Uniti d'America
- IKA Aeroporto Internazionale di Teheran-Imam Khomeini, Iran
- IKB Aeroporto civile, Wilkesboro, Stati Uniti d'America
- IKI Aeroporto civile, Iki, Giappone
- IKK Aeroporto Greater Kankakee, Kankakee, Stati Uniti d'America
- IKL Aeroporto civile, Ikela, Repubblica Democratica del Congo
- IKO Aeroporto civile, Nikolski, Stati Uniti d'America
- IKP Aeroporto civile, Inkerman, Australia
- IKS Aeroporto civile, Tiksi, Russia
- IKT Aeroporto di Irkutsk, Irkutsk, Russia
- ILA Aeroporto civile, Illaga, Indonesia
- ILE Aeroporto MMunicipale, Killeen (Texas), Stati Uniti d'America
- ILF Aeroporto civile, Ilford (Manitoba), Canada
- ILG Aeroporto New Castle County, Wilmington, Stati Uniti d'America
- ILI Aeroporto Iliamna, Iliamna (Alaska), Stati Uniti d'America
- ILK Aeroporto civile, Ilaka East, Madagascar
- ILL Aeroporto Automatic Weather Observing/Reporting System, Willmar/Rice, Stati Uniti d'America
- ILM Aeroporto New Hanover International, Wilmington, Stati Uniti d'America
- ILN Aeroporto Airborne Airpark, Wilmington, Stati Uniti d'America
- ILO Aeroporto di Iloilo, Iloilo, Filippine
- ILP Aeroporto Moue, Ile Des Pins, Nuova Caledonia
- ILQ Aeroporto civile, Ilo, Perù
- ILR Aeroporto civile, Ilorin, Nigeria
- ILU Aeroporto civile, Kilaguni, Kenya
- ILX Aeroporto civile, Ileg, Papua Nuova Guinea
- ILY Aeroporto Glenegedale, Islay, Regno Unito
- ILZ Aeroporto civile, Zilina D. Hricov, Slovacchia
- IMA Aeroporto civile, Iamalele, Papua Nuova Guinea
- IMB Aeroporto civile, Imbaimadai, Guyana
- IMD Aeroporto civile, Imonda, Papua Nuova Guinea
- IMF Aeroporto Municipale di Imphal, Imphal, India
- IMG Aeroporto civile, Inhaminga, Mozambico
- IMI Aeroporto civile, Ine Island, Stati Uniti d'America
- IMK Aeroporto civile, Simikot, Nepal
- IML Aeroporto Municipal, Imperial, Stati Uniti d'America
- IMM Aeroporto civile, Immokalee, Stati Uniti d'America
- IMN Aeroporto civile, Imane, Papua Nuova Guinea
- IMO Aeroporto civile, Zemio, Repubblica Centrafricana
- IMP Aeroporto civile, Imperatriz, Brasile
- IMT Aeroporto Ford, Iron Mountain, Stati Uniti d'America
- IMZ Aeroporto civile, Nimroz, Afghanistan
- INA Aeroporto civile, Inta, Russia
- INB Aeroporto civile, Independence, Belize
- INC Aeroporto civile, Yinchuan, Cina
- IND Aeroporto Internazionale di Indianapolis, Indianapolis, Stati Uniti d'America
- INE Aeroporto civile, Chinde, Mozambico
- INF Aeroporto civile, In Guezzam, Algeria
- ING Aeroporto civile, Lago Argentino, Argentina
- INH Aeroporto civile, Inhambane, Mozambico
- INI Aeroporto civile, Niš, Serbia
- INJ Aeroporto civile, Injune, Australia
- INK Aeroporto Winkler County, Winkler, Stati Uniti d'America
- INL Aeroporto Falls International, International Falls, Stati Uniti d'America
- INM Aeroporto civile, Innamincka, Australia
- INN Aeroporto Kranebitten, Innsbruck, Austria
- INO Aeroporto civile, Inongo, Repubblica Democratica del Congo
- INQ Aeroporto civile, Inis Oírr, Irlanda
- INR Aeroporto civile, Sault Sainte Marie/Kincheloe AFB, Stati Uniti d'America
- INT Aeroporto Smith Reynolds, Winston-Salem, Stati Uniti d'America
- INU Aeroporto Internazionale di Nauru, Nauru
- INV Aeroporto Dalcross, Inverness, Regno Unito
- INW Aeroporto Municipal, Winslow, Stati Uniti d'America
- INX Aeroporto civile, Inanwatan, Indonesia
- INY Aeroporto civile, Inyati, Sudafrica
- INZ Aeroporto civile, In Salah, Algeria http://www.fallingrain.com/apts/75.html (sito informativo)
- IOA Aeroporto civile, Giannina, Grecia
- IOK Aeroporto civile, Iokea, Papua Nuova Guinea
- IOM Aeroporto Ronaldsway, Isola di Man, Regno Unito
- ION Aeroporto civile, Impfondo, Congo
- IOP Aeroporto civile, Ioma, Papua Nuova Guinea
- IOR Aeroporto civile, Inis Mór, Irlanda
- IOS Aeroporto Jorge Amado, Ilhéus, Brasile
- IOU Aeroporto Edmone Cane, Ile Ouen, Nuova Caledonia
- IPA Aeroporto civile, Ipota, Vanuatu
- IPC Aeroporto Internazionale di Mataveri, Isola di Pasqua, Cile
- IPE Aeroporto civile, Ipil, Filippine
- IPG Aeroporto civile, Ipiranga (Amazonas), Brasile
- IPH Aeroporto Sultan Azlan Shaw, Ipoh, Malaysia
- IPI Aeroporto San Luis, Ipiales, Colombia
- IPL Aeroporto civile, Imperial/El Centro (California), Stati Uniti d'America
- IPN Aeroporto Cachimbo, Ipatinga, Brasile
- IPT Aeroporto Lycoming County, Williamsport, Stati Uniti d'America
- IPU Aeroporto civile, Ipiaú, Brasile
- IPW Aeroporto civile, Ipswich, Regno Unito
- IQM Aeroporto civile, Qiemo, Cina
- IQN Aeroporto civile, Qingyang, Cina
- IQQ Aeroporto Chucumata, Iquique Diego Aracena, Cile
- IQT Aeroporto Coronel F. Secada/Vigneta, Iquitos, Perù
- IRA Aeroporto civile, Kirakira, Isole Salomone
- IRB Aeroporto civile, Iraan Municipal, Stati Uniti d'America
- IRC Aeroporto civile, Circle, Stati Uniti d'America
- IRD Aeroporto civile, Ishurdi/Ishhurdi, Bangladesh
- IRE Aeroporto civile, Irecê, Brasile
- IRG Aeroporto civile, Lockhart Rivers, Australia
- IRI Aeroporto civile, Iringa Nduli, Tanzania
- IRJ Aeroporto Capitan Vicente Almando, La Rioja, Argentina
- IRK Aeroporto civile, Kirksville (Missouri), Stati Uniti d'America
- IRN Aeroporto civile, Iriona, Honduras
- IRO Aeroporto civile, Birao, Repubblica Centrafricana
- IRP Aeroporto Matari, Isiro, Repubblica Democratica del Congo
- IRS Aeroporto civile, Sturgis Kirsch, Stati Uniti d'America
- ISA Aeroporto civile, Mount Isa, Australia
- ISB Aeroporto Chaklala International, Islamabad, Pakistan
- ISC Aeroporto Saint Mary's, Isole Scilly, Regno Unito
- ISD Aeroporto civile, Iscuande, Colombia
- ISE Aeroporto di Isparta Süleyman Demirel, Isparta, Turchia
- ISG Aeroporto civile, Ishigaki, Giappone
- ISH Aeroporto civile, Ischia, Italia
- ISI Aeroporto civile, Isisford, Australia
- ISJ Aeroporto civile, Isla Mujeres, Messico
- ISK Aeroporto civile, Nasik Gandhinagr, India
- ISL Aeroporto civile, Isabel Pass, Stati Uniti d'America
- ISM Aeroporto civile, Kissimmee, Stati Uniti d'America
- ISN Aeroporto Sloulin Field International, Williston, Stati Uniti d'America
- ISO Aeroporto civile, Kinston, Stati Uniti d'America
- ISP Aeroporto Mac Arthur, Long Island/Islip, Stati Uniti d'America
- ISS Aeroporto civile, Wiscasset, Stati Uniti d'America
- IST Aeroporto di Istanbul-Atatürk, Istanbul, Turchia
- ISW Aeroporto Alexander Field South Wood County, Wisconsin Rapids, Stati Uniti d'America
- ITA Aeroporto civile, Itacoatiara, Brasile
- ITB Aeroporto civile, Itaituba (PA), Brasile
- ITE Aeroporto civile, Ituberá, Brasile
- ITH Aeroporto Regionale Tompkins County, Ithaca, Stati Uniti d'America
- ITI Aeroporto civile, Itambacuri, Brasile
- ITK Aeroporto civile, Itokama, Papua Nuova Guinea
- ITM Aeroporto Itami, Osaka, Giappone
- ITN Aeroporto civile, Itabuna (Buenos Aires), Brasile
- ITO Aeroporto Hilo International, Hilo, Stati Uniti d'America
- ITQ Aeroporto civile, Itaqui, Brasile
- IUE Aeroporto civile, Alofi-Niue Island, Niue
- IUL Aeroporto civile, Ilu, Indonesia
- IUM Aeroporto civile, Summit Lake, Canada
- IUS Aeroporto civile, Inus, Papua Nuova Guinea
- IVA Aeroporto Ambalavelona, Ambanja, Madagascar
- IVC Aeroporto civile, Invercargill, Nuova Zelanda
- IVG Aeroporto civile, Ivangrad Dolac, Montenegro
- IVH Aeroporto civile, Ivishak, Stati Uniti d'America
- IVL Aeroporto civile, Ivalo, Finlandia
- IVO Aeroporto civile, Chivolo, Colombia
- IVR Aeroporto civile, Inverell (Nuova Galles del Sud), Australia
- IVW Aeroporto civile, Inverway, Australia
- IWA Aeroporto civile, Ivanovo, Russia
- IWD Aeroporto Gogebic County, Ironwood, Stati Uniti d'America
- IWJ Aeroporto civile, Iwami, Giappone
- IWS Aeroporto civile, W. Houston/Lakeside City, Stati Uniti d'America
- IXA Aeroporto civile, Agartala, India
- IXB Aeroporto civile, Bagdogra, India
- IXC Aeroporto civile, Chandigarh, India
- IXD Aeroporto civile, Allahbad/Bamhrauli, India
- IXE Aeroporto Bajpe, Mangalore, India
- IXG Aeroporto Sambra, Belgaum, India
- IXH Aeroporto civile, Kailashahar, India
- IXI Aeroporto civile, Lilabari, India
- IXJ Aeroporto Satwari, Jammu, India
- IXK Aeroporto civile, Keshod, India
- IXL Aeroporto civile, Leh, India
- IXM Aeroporto civile, Madurai, India
- IXN Aeroporto civile, Khowai, India
- IXP Aeroporto civile, Pathankot, India
- IXQ Aeroporto civile, Kamalpur, India
- IXR Aeroporto civile, Ranchi, India
- IXS Aeroporto civile, Silchar, India
- IXT Aeroporto civile, Passighat, India
- IXU Aeroporto Chikkalthana, Aurangabad, India
- IXV Aeroporto civile, Along, India
- IXW Aeroporto civile, Jamshedpur, India
- IXY Aeroporto civile, Kandla, India
- IXZ Aeroporto civile, Port Blair, India
- IYK Aeroporto civile, Inyokern (California), Stati Uniti d'America
- IZM Aeroporto Izmir Cigli Air Base, Smirne, Turchia
- IZO Aeroporto civile, Izumo, Giappone
- IZT Aeroporto Militare di Iztepec, Iztepec, Messico